# Campionati europei di nuoto 2012 - 100 metri farfalla femminili
La gara dei 100 metri farfalla femminili degli Europei 2012 si è svolta il 24 e 25 maggio 2012 e vi hanno partecipato 38 atlete. Le batterie e le semifinali si sono svolte il 24 e la finale nel pomeriggio del giorno successivo.

## Podio
| Pos.    | Atleta            | Nazione  |
| ------- | ----------------- | -------- |
| Oro     | Ingvild Snildal   | Norvegia |
| Argento | Martina Granström | Svezia   |
| Bronzo  | Amit Ivri         | Israele  |

## Record
Prima della manifestazione il record del mondo (RM), il record europeo (EU) e il record dei campionati (RC) erano i seguenti.
| Record mondiale       | 56"06 | Sarah Sjöström    | 27 luglio 2009 Roma   |
| Record europeo        | 56"06 | Sarah Sjöström    | 27 luglio 2009 Roma   |
| Record dei campionati | 57"20 | Martina Moravcová | 2 agosto 2002 Berlino |

## Risultati

### Batterie
| Pos. | Atleta                  | Nazionalità | Tempo   | Batteria | Corsia | Note |
| ---- | ----------------------- | ----------- | ------- | -------- | ------ | ---- |
| 1    | Ilaria Bianchi          | Italia      | 58"31   | 3        | 4      | Q    |
| 2    | Ingvild Snildal         | Norvegia    | 58"41   | 5        | 4      | Q    |
| 3    | Amit Ivri               | Israele     | 58"64   | 5        | 3      | Q    |
| 4    | Martina Granström       | Svezia      | 58"84   | 5        | 5      | Q    |
| 5    | Silvia Di Pietro        | Italia      | 58"86   | 5        | 7      | Q    |
| 6    | Kristel Vourna          | Grecia      | 58"96   | 4        | 4      | Q    |
| 7    | Liliana Szilágyi        | Ungheria    | 59"07   | 2        | 5      | Q    |
| 8    | Denisa Smolenová        | Slovacchia  | 59"14   | 2        | 3      | Q    |
| 9    | Zsuzsanna Jakabos       | Ungheria    | 59"18   | 4        | 3      | Q    |
| 10   | Alexandra Wenk          | Germania    | 59"39   | 4        | 2      | Rit  |
| 11   | Orsolya Tompa           | Ungheria    | 59.43   | 4        | 6      |      |
| 12   | Danielle Carmen Villars | Svizzera    | 59"57   | 3        | 8      | Q    |
| 13   | Emilia Pikkarainen      | Finlandia   | 59"61   | 5        | 6      | Q    |
| 14   | Sina Sutter             | Germania    | 59"62   | 3        | 3      | Q    |
| 15   | Birgit Koschischek      | Austria     | 59"64   | 3        | 5      | Q    |
| 16   | Eszter Dara             | Ungheria    | 59"75   | 3        | 7      |      |
| 17   | Theresa Michalak        | Germania    | 59"78   | 5        | 1      |      |
| 18   | Elena Di Liddo          | Italia      | 1'00"08 | 4        | 5      |      |
| 19   | Sara Freitas Oliveira   | Portogallo  | 1'00"11 | 3        | 6      | Q    |
| 20   | Franziska Hentke        | Germania    | 1'00"12 | 5        | 8      |      |
| 21   | Triin Aljand            | Estonia     | 1'00"25 | 4        | 1      |      |
| 22   | Judit Ignacio Sorribes  | Spagna      | 1'00"41 | 5        | 2      | Q    |
| 23   | Maria Ugolkova          | Russia      | 1'00"48 | 3        | 1      | Q    |
| 24   | Daria Tcvetkova         | Russia      | 1'00"55 | 2        | 6      |      |
| 25   | Justine Bruno           | Francia     | 1'00"75 | 3        | 2      |      |
| 26   | Katarina Listopadová    | Slovacchia  | 1'00"96 | 4        | 8      |      |
| 27   | Louise Hansson          | Svezia      | 1'01"00 | 4        | 7      |      |
| 28   | Sarah Blake Bateman     | Islanda     | 1'01"01 | 2        | 4      |      |
| 29   | Vaiva Gimbutytė         | Lituania    | 1'01"52 | 2        | 1      |      |
| 30   | Maria Novikova          | Russia      | 1'02"10 | 1        | 3      |      |
| 31   | Annika Saarnak          | Estonia     | 1'02"20 | 2        | 7      |      |
| 32   | Ayse Ezgi Yazici        | Turchia     | 1'02"24 | 2        | 8      |      |
| 33   | Jasmin Rosenberger      | Turchia     | 1'02"83 | 1        | 5      |      |
| 34   | Monica Johannessen      | Norvegia    | 1'03"81 | 1        | 4      |      |
| 35   | Laura Kurki             | Finlandia   | 1'03"87 | 1        | 7      |      |
| 36   | Anna Santamans          | Francia     | 1'04"03 | 1        | 2      |      |
| 37   | Emilie Løvberg          | Norvegia    | 1'04"08 | 1        | 6      |      |
| 38   | Simona Muccioli         | San Marino  | 1'05"65 | 1        | 1      |      |
| -    | Bethany Carson          | Irlanda     | -       | 2        | 2      | DNS  |

### Semifinali
| Pos. | Atleta                  | Nazionalità | Tempo   | Batteria | Corsia | Note |
| ---- | ----------------------- | ----------- | ------- | -------- | ------ | ---- |
| 1    | Ingvild Snildal         | Norvegia    | 58"07   | 1        | 4      | Q    |
| 2    | Martina Granström       | Svezia      | 58"39   | 1        | 5      | Q    |
| 3    | Kristel Vourna          | Grecia      | 58"79   | 1        | 3      | Q    |
| 4    | Silvia Di Pietro        | Italia      | 58"84   | 2        | 3      | Q    |
| 5    | Zsuzsanna Jakabos       | Ungheria    | 58"90   | 2        | 2      | Q    |
| 6    | Amit Ivri               | Israele     | 59"01   | 2        | 5      | Q    |
| 7    | Denisa Smolenová        | Slovacchia  | 59"18   | 1        | 6      | Q    |
| 8    | Liliana Szilágyi        | Ungheria    | 59"49   | 2        | 6      | Q    |
| 9    | Sina Sutter             | Germania    | 59"52   | 1        | 7      |      |
| 10   | Birgit Koschischek      | Austria     | 59"70   | 2        | 1      |      |
| 11   | Emilia Pikkarainen      | Finlandia   | 59"71   | 2        | 7      |      |
| 12   | Sara Freitas Oliveira   | Portogallo  | 59"79   | 1        | 1      |      |
| 13   | Maria Ugolkova          | Russia      | 1'00"09 | 1        | 8      |      |
| 14   | Judit Ignacio Sorribes  | Spagna      | 1'00"12 | 2        | 8      |      |
| 15   | Danielle Carmen Villars | Svizzera    | 1'00"14 | 1        | 2      |      |
| -    | Ilaria Bianchi          | Italia      | -       | 2        | 4      | DSQ  |

### Finale
| Pos.    | Atleta            | Nazionalità | Tempo | Corsia | Note |
| ------- | ----------------- | ----------- | ----- | ------ | ---- |
| Oro     | Ingvild Snildal   | Norvegia    | 58"04 | 4      |      |
| Argento | Martina Granström | Svezia      | 58"07 | 5      |      |
| Bronzo  | Amit Ivri         | Israele     | 58"78 | 7      |      |
| 4       | Silvia Di Pietro  | Italia      | 58"95 | 6      |      |
| 5       | Kristel Vourna    | Grecia      | 58"98 | 3      |      |
| 6       | Zsuzsanna Jakabos | Ungheria    | 59"06 | 2      |      |
| 7       | Denisa Smolenová  | Slovacchia  | 59"24 | 1      |      |
| 8       | Liliana Szilágyi  | Ungheria    | 59"76 | 8      |      |